# Односи Србије и Таџикистана
Односи Србије и Таџикистана су инострани односи Републике Србије и Републике Таџикистана.

## Билатерални односи
Дипломатски односи са Таџикистаном су успостављени 1995. године.
Амбасада Републике Србије у Москви (Русија) радно покрива Таџикистан.

### Политички односи
Председник Томислав Николић је у фебруару 2013.г. одликовао Орденом Републике Србије на ленти председника Е. Рахмона за заслуге у развијању и учвршћивању мирољубиве сарадње и пријатељских односа између Србије и Таџикистана.

### Економски односи
- Робна размена у 2020. години износила је 6.4 мил. УСД.
- Размена роба је у 2019. години износила 1,2 милиона америчких долара.
- Робна размена у 2018. години износила је 7,2 мил. УСД.[3][4]